# 奥尔穆瓦 (厄尔-卢瓦省)
奥尔穆瓦（法語：Ormoy，法語發音：[ɔʁmwa] ⓘ）是法国厄尔-卢瓦省的一个市镇，属于德勒区。

## 地理
奥尔穆瓦（48°37'19"N, 1°28'23"E）面积9.04 平方千米，位于法国中央-卢瓦尔河谷大区厄尔-卢瓦省，该省份为法国北部内陆省份，北起顺时针与厄尔省、伊夫林省、埃松省、卢瓦雷省、卢瓦-谢尔省、萨尔特省和奧恩省接壤。
与奥尔穆瓦接壤的市镇（或旧市镇、城区）包括：厄尔河畔维勒默、绍东、诺让勒鲁瓦、内龙、瑟拉兹勒、勒布莱蒂耶里。

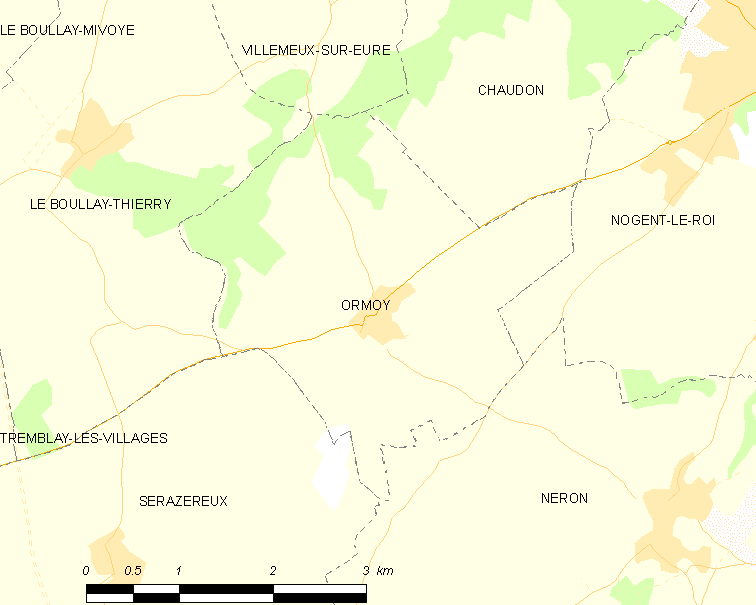
的OSM定位图

奥尔穆瓦的时区为UTC+01:00、UTC+02:00（夏令时）。

## 行政
奥尔穆瓦的邮政编码为28210，INSEE市镇编码为28289。

## 政治
奥尔穆瓦所属的省级选区为德勒第二县。

## 人口

1962-2008年间人口变化图示

奥尔穆瓦于2022年1月1日时的人口数量为224人。